# Hvidøjet and
Hvidøjet and (Aythya nyroca) er en palæarktisk dykand.